# Damo Suzuki
Damo Suzuki (jap. ダモ鈴木) właściwie Kenji Suzuki (jap. 鈴木健二 Suzuki Kenji; ur. 16 stycznia 1950, Kanagawa, Japonia, zm. 9 lutego 2024) – japoński wokalista, członek krautrockowego zespołu Can.
Nastoletni Suzuki spędzał późne lata sześćdziesiąte tułając się po Europie i zarabiając grą na ulicy. Po nagraniu albumu Monster Movie i odejściu Malcolma Mooneya z Can Holger Czukay i Jaki Liebezeit wypatrzyli Damo śpiewającego na ulicy w Monachium. Zaproponowali mu dołączenie do grupy, na co przystał; wystąpili razem jeszcze tego samego wieczora.
Damo porzucił swą muzyczną działalność w 1974 r. gdy został Świadkiem Jehowy (ożenił się z Niemką będącą tego wyznania). Powrócił do muzyki w 1983 r. W ostatnich latach działał jako Damo Suzuki’s Network, koncertując po świecie i grając z lokalnymi muzykami.

## Dyskografia
- Can – Soundtracks (1970)
- Can – Tago Mago (1971)
- Can – Ege Bamyasi (1972)
- Can – Future Days (1973)
- Can – Unlimited Edition (1976) (kompilacja)
- Dunkelziffer – In the Night (1984)
- Dunkelziffer – III (1986)
- Dunkelziffer – Live 1985 (1997)
- Damo Suzuki’s Network – Tokyo on Air West 30.04.97 (1997)
- Damo Suzuki’s Network – Tokyo on Air West 02.05.97 (1997)
- Damo Suzuki’s Network – Osaka Muse Hall 04.05.97 (1997)
- Damo Suzuki Band – V.E.R.N.I.S.S.A.G.E. (1998)
- Damo Suzuki Band – P.R.O.M.I.S.E. (7CD box) (1998)
- Damo Suzuki’s Network – Seattle (1999)
- Damo Suzuki’s Network – Odyssey (2000)
- Damo Suzuki’s Network – JPN ULTD Vol. 1 (2000)
- Damo Suzuki’s Network – Metaphysical Transfer (2001)
- Damo Suzuki’s Network – JPN ULTD Vol. 2 (2002)
- Damo Suzuki / Cul de Sac – Abhayamudra (2004)
- Sixtoo – Chewing on Glass and Other Miracle Cures (2004)
- Damo Suzuki’s Network – Hollyaris (2005)
- Damo Suzuki’s Network – 3 Dead People After the Performance (2005)
- Damo Suzuki & Now – The London Evening News (2006)
- Damo Suzuki & Omar Rodríguez-López – Please Heat This Eventually (2007)
- Damo Suzuki & Minami Deutsch – Live at Roadburn Festival (2018)